# Maria Przychodzińska

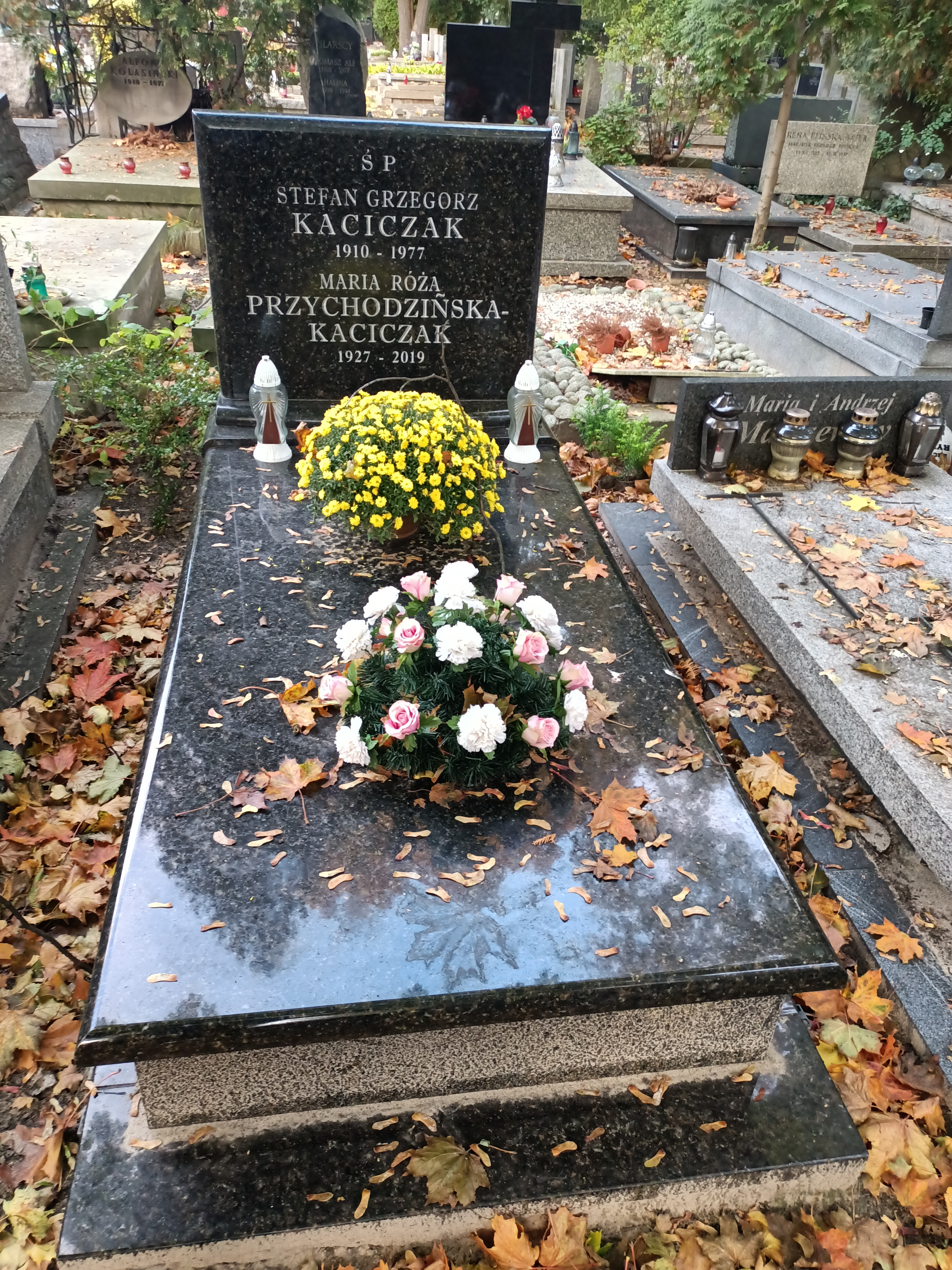
Grób na Cmentarzu wojskowym na Powązkach

Maria Róża Przychodzińska-Kaciczak (ur. 20 marca 1927 w Skarżysku-Kamiennej, zm. 14 września 2019 w Warszawie) – polska pedagog, prof. dr hab., współtwórczyni polskiej koncepcji wychowania muzycznego.

## Życiorys
Córka Piotra i Ewy. W czasie II wojny światowej była łączniczką Armii Krajowej. W 1951 ukończyła studia prawnicze na Uniwersytecie Warszawskim, natomiast w 1962 studia w zakresie sztuk muzycznych w Państwowej Wyższej Szkole Muzycznej w Warszawie. Obroniła pracę doktorską, następnie uzyskała stopień doktor habilitowanej. 15 grudnia 1988 nadano jej tytuł profesora w zakresie nauk humanistycznych.
Pracowała na Wydziale Pedagogicznym w Wyższej Szkole Społecznej i Ekonomicznej w Warszawie oraz w Instytucie Muzyki na Wydziale Artystycznym Uniwersytetu Marii Curie-Skłodowskiej.
Pełniła funkcję profesor zwyczajnej w Wyższej Szkole Gospodarki Euroregionalnej im. Alcide De Gasperi w Józefowie.
Wśród wypromowanych przez nią doktorów znalazł się Mirosław Grusiewicz (1999).
Pochowana na Cmentarzu Wojskowym na Powązkach.

## Publikacje
- 1999: Drogi do muzyki[1]
- 1998: II Lubelskie Forum "Sztuka - Edukacja[1]
- 2003: Młodzież wobec wartości muzyki współczesne[1]
- 2016: Edukacyjne aspekty wielości zjawisk współczesnej kultury muzycznej = Educational aspects of the multiplicity of phenomena in contemporary music culture[1]